# Hecatera accurata
Hecatera accurata är en fjärilsart som beskrevs av Hugo Theodor Christoph 1882. Hecatera accurata ingår i släktet Hecatera och familjen nattflyn. Inga underarter finns listade i Catalogue of Life.